# Frank Doran

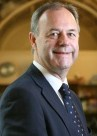
Frank Doran

Frank Doran, född 13 april 1949 i Edinburgh, död 30 oktober 2017, var en brittisk (skotsk) parlamentsledamot för Labour Party. Han invaldes första gången 1987 för valkretsen Aberdeen South. Från 1988-1992 var han skuggminister för olja och gas. Vid valet 1992 förlorade han sin plats, den enda av Labours platser som partiet förlorade i detta val. 1997 invaldes han för valkretsen Aberdeen Central som han återvaldes för 2001. I valet 2005 kandiderade han i den nya valkretsen Aberdeen North.